# Saison cyclonique 2011 dans l'océan Pacifique nord-ouest
La saison cyclonique 2011 (cyclones tropicaux dans l'océan Pacifique nord-ouest) n'a pas de date spécifique de début ou de fin selon la définition de l'Organisation météorologique mondiale. Cependant, les cyclones dans ce bassin montrent un double pic d'activité en mai et en novembre.
Remarque : les vents dans le pacifique ne sont pas enregistrés sur 1 minute mais sur 10 minutes.
La nomenclature des systèmes n'est pas la même dans le Pacifique que dans les autres océans.

## Liste des typhons

### Tempête tropicale sévère Haima (Egay)
```

```

### Tempête tropicale Meari (Falcon)
```

```